# Fernando Roig Alfonso
Fernando Roig Alfonso (Pueblo Nuevo, Valencia, España, 25 de junio de 1947) es un empresario español, es conocido por ser el presidente y máximo accionista del Villarreal Club de Fútbol, equipo de la Primera División de España. Entre sus cinco hermanos se encuentran los también empresarios Francisco y Juan Roig.

## Biografía
En su faceta empresarial, es propietario y presidente de la empresa de cerámica Pamesa, de Almazora (Castellón), y dueño del 9 % de la cadena de supermercados Mercadona, que dirige su hermano Juan. También está presente en el sector de la energía eólica a través de la sociedad Renomar.
La otra faceta por la que es conocido Fernando Roig es la deportiva, ya que se trata del máximo accionista y presidente del Villarreal Club de Fútbol, y lo fue del Pamesa Valencia de baloncesto, además de haber sido un importante accionista del Valencia Club de Fútbol. Fernando Roig adquirió la mayoría de las acciones del Villarreal CF en la temporada 1997-98, cuando el club militaba en la Segunda División de la liga de fútbol profesional. Durante su primera etapa en el Villarreal, compaginó la dirección tanto del Villarreal C. F. como del Pamesa Valencia. Bajo su mandato, el Villarreal ha experimentado un gran crecimiento, ascendiendo a la Primera División española, jugando competiciones europeas, tanto la Copa de la UEFA como la Champions League, creando equipos de fútbol base como el Villarreal CF B, destacando la construcción de la Ciudad Deportiva del Villarreal. Finalmente delegó sus funciones en el Pamesa Valencia en su hermano Juan Roig, aunque nunca se ha desvinculado del club que patrocina.
Fernando Roig está casado con la pintora Elena Negueroles, con la que tiene dos hijos, uno de los cuales, Fernando, colabora con su padre en la gestión del Villarreal CF. El 22 de febrero de 2006 fue nombrado Hijo Adoptivo de Villarreal por el Ayuntamiento de esta localidad, en un acto celebrado en el auditorio municipal.
En enero de 2009 recibió el premio al "Mejor Dirigente Deportivo 2008" otorgado por el diario Mundo Deportivo, siendo la primera vez que se hacía entrega de ese premio en la categoría mencionada.